# Communauté de communes du Cap Corse
La communauté de communes du Cap Corse est une communauté de communes française située dans le département de la Haute-Corse et couvrant le territoire du Cap Corse.

## Historique
- 26 décembre 1995 : création de la communauté de communes
- 24 juillet 2000 : adhésion de la commune d'Ersa
- 18 juin 2001 : adhésion des communes de Cagnano et Barrettali

## Compétences
- Aménagement de l'espace - Prise en considération d'un programme d'aménagement d'ensemble et détermination des secteurs d'aménagement au sens du code de l'urbanisme (à titre facultatif)
- Nouvelles technologies de l'information et de la communication (Internet, câble...) (à titre facultatif)
- Développement et aménagement économique :
  - Action de développement économique (Soutien des activités industrielles, commerciales ou de l'emploi, soutien des activités agricoles et forestières...) (à titre obligatoire)
  - Tourisme (à titre obligatoire)
- Développement et aménagement social et culturel :
  - Activités culturelles ou socioculturelles (à titre facultatif)
  - Construction ou aménagement, entretien, gestion d'équipements ou d'établissements culturels, socioculturels, socioéducatifs, sportifs (à titre optionnel)
- Environnement :
  - Assainissement collectif (à titre facultatif)
  - Traitement des déchets des ménages et déchets assimilés (à titre optionnel)
  - Protection et mise en valeur de l'environnement (à titre optionnel)
- Logement et habitat :
  - Opération programmée d'amélioration de l'habitat (OPAH) (à titre optionnel)
  - Programme local de l'habitat (à titre optionnel)
- Sanitaire et social - Action sociale (à titre optionnel)

## Composition
La communauté de communes est composée des 18 communes suivantes :

| Nom                 | Code Insee | Gentilé      | Superficie (km2) | Population (dernière pop. légale) | Densité (hab./km2) |
| ------------------- | ---------- | ------------ | ---------------- | --------------------------------- | ------------------ |
| Brando (siège)      | 2B043      | Brandinchi   | 22,22            | 1 558 (2022)                      | 70                 |
| Barrettali          | 2B030      | Barrettalesi | 18,07            | 160 (2022)                        | 8,9                |
| Cagnano             | 2B046      | Cagnanais    | 14,72            | 154 (2022)                        | 10                 |
| Canari              | 2B058      | Canarais     | 16,67            | 311 (2022)                        | 19                 |
| Centuri             | 2B086      | Centurais    | 8,3              | 179 (2022)                        | 22                 |
| Ersa                | 2B107      |              | 20,45            | 126 (2022)                        | 6,2                |
| Luri                | 2B152      | Lurais       | 27,53            | 857 (2022)                        | 31                 |
| Meria               | 2B159      |              | 20,43            | 77 (2022)                         | 3,8                |
| Morsiglia           | 2B170      | Morsigliais  | 13,34            | 107 (2022)                        | 8                  |
| Nonza               | 2B178      | Nonzais      | 8,04             | 63 (2022)                         | 7,8                |
| Ogliastro           | 2B183      |              | 9,49             | 90 (2022)                         | 9,5                |
| Olcani              | 2B184      | Olcanais     | 14,25            | 95 (2022)                         | 6,7                |
| Olmeta-di-Capocorso | 2B187      | Olmetais     | 21,57            | 129 (2022)                        | 6                  |
| Pietracorbara       | 2B224      |              | 26,15            | 656 (2022)                        | 25                 |
| Pino                | 2B233      |              | 7,04             | 154 (2022)                        | 22                 |
| Rogliano            | 2B261      | Roglianais   | 26,7             | 540 (2022)                        | 20                 |
| Sisco               | 2B281      | Siscais      | 24,96            | 1 172 (2022)                      | 47                 |
| Tomino              | 2B327      | Tominais     | 5,8              | 179 (2022)                        | 31                 |

Le siège est situé à Brando.
- 10 du canton de Capobianco
- 8 du canton de Sagro-di-Santa-Giulia

## Démographie
| 1968  | 1975  | 1982  | 1990  | 1999  | 2010  | 2015  | 2021  |
| ----- | ----- | ----- | ----- | ----- | ----- | ----- | ----- |
| 5 869 | 5 172 | 5 022 | 5 230 | 5 779 | 6 486 | 6 808 | 6 628 |

### Sources
- Le splaf - (Site sur la Population et les Limites Administratives de la France)
- La base aspic de la Haute-Corse - (Accès des Services Publics aux Informations sur les Collectivités)